# Tom Barman
Tom Barman, nome completo Thomas Andrew Barman (Anversa, 1º gennaio 1972), è un musicista e regista belga, cantante e chitarrista delle band dEUS e TaxiWars, considerato un personaggio di culto e un decano della scena alt-rock.

## Biografia
Dopo aver frequentato l'istituto St. Lucas di Bruxelles senza concludere gli studi di cinema, nel 1989 fonda il gruppo art-rock dEUS insieme con Stef Kamil Carlens, Klaas Janzoons e Jules De Borgher. Barman suona la chitarra, canta e compone i brani, oltre a girare i videoclip delle canzoni. Come regista di clip realizza anche prodotti per altre band, fra cui Axelle Red e Hooverphonic. Nel 1994 i dEUS debuttano con il disco Worst Case Scenario, e in tre decenni di carriera si impongono con «un sound eccentrico e spiazzante».
Negli anni 2000, dopo i primi tre album del gruppo, Barman registra un disco dal vivo col pianista e compositore Guy Van Nueten. In seguito, insieme al produttore britannico CJ Bolland, dà vita a un nuovo progetto musicale, i Magnus, una band che pubblica due album di musica dance. Nel 2003 realizza il suo primo lungometraggio come regista, Any Way the Wind Blows, con una colonna sonora che affianca brani rock, pop, jazz ed elettronici (fra cui Summer's Here, dei Magnus). Nel 2009 è oggetto del documentario Tempo of a Restless Soul, diretto da Renaat Lambeets e Manu Riche.
Nel 2006 è fra i promotori dell'evento 0110, una serie di concerti con l'obiettivo di promuovere la tolleranza in Belgio
Nei 2015 fonda una nuova band di ispirazione jazz rock, i TaxiWars, insieme con il sassofonista Robin Verheyen, il bassista Nicolas Thys e il batterista Antoine Pierre.
Nel 2020 pubblica la sua prima raccolta di fotografie, intitolata Hurry Up and Wait.

## Discografia

### Con i dEUS
- 1994 – Worst Case Scenario (Island Records)
- 1996 – In a Bar, Under the Sea (Island Records)
- 1999 – The Ideal Crash (Island Records)
- 2005 – Pocket Revolution (V2 Records)
- 2008 – Vantage Point (V2 Records)
- 2011 – Keep You Close (Pias)
- 2012 – Following Sea (Pias)
- 2023 – How to Replace It (Pias)

### Con i TaxiWars
- 2015 – TaxiWars (Universal Music Group)
- 2016 – Fever (Universal Music Group)
- 2019 – Artificial Horizon (Sdban Ultra)

### Con Guy Van Nueten
- 2003 – Tom Barman & Guy Van Nueten – Live (Universal Music Group)

### Con i Magnus
- 2005 – The Body Gave You Everything (Bulbus)
- 2014 – Where Neon Goes to Die (Bulbus)

## Filmografia

### Regista
- Turnpike - cortometraggio (1996)
- Any Way the Wind Blows (2003)

## Pubblicazioni
- (EN) Tom Barman, Hurry Up and Wait, Borgerhoff & Lamberigts, 2020, ISBN 9789463932783.